# Жужгеська сільська рада
Жужге́ська сільська рада (рос. Жужгесский сельский совет) — сільська рада у складі Увинського району Удмуртії (Росія). Існувала у період 1925–1954 та 1991-2005 років. Адміністративний центр — присілок Великий Жужгес.
Територія сільради згідно з Ландратським переписом 1710–1716 років входила до складу сотні Тотайки Іванова. З утворенням 1780 року Сарапульського повіту територія увійшла до складу його Нилго-Жик'їнської волості. 1921 року волость перейшла у складі Іжевського повіту. 1925 року була утворена Косоєвська сільська рада з центром у присілку Косоєво. 1929 року був утворений Нилго-Жик'їнський район, куди увійшла і Косоєвська сільрада. 1954 року вона була розформована, а територія увійшла до складу Нилгинської сільської ради. 25 листопада 1991 року була утворена Жужгеська сільська рада з центром у присілку Великий Жужгес. 2005 року сільрада перетворена у Жужгеське сільське поселення.